# Marble (Caroline du Nord)
Pour les articles homonymes, voir Marble (homonymie).
Marble est une unincorporated community (un « secteur non constitué en municipalité ») ainsi qu'une census-designated place (un « secteur statistique ») américaine située dans le comté de Cherokee dans l'État de Caroline du Nord. En 2010, sa population était de 321 habitants.

## Démographie
| 2000 | 2010 | - | - | - | - |
| ---- | ---- | - | - | - | - |
| 236  | 321  | - | - | - | - |

## Source de la traduction
- (en) Cet article est partiellement ou en totalité issu de l’article de Wikipédia en anglais intitulé « Marble, North Carolina » (voir la liste des auteurs).